# Luis Muñoz Marín
José Luis Alberto Muñoz Marín (San Juan, 18 febbraio 1898 – 30 aprile 1980) è stato un poeta, giornalista e politico portoricano.
Fu il primo governatore di Porto Rico ad essere eletto democraticamente ed è considerato una delle personalità politiche americane più importanti del XX secolo. Lavorò assieme alle istituzioni federali degli Stati Uniti per la costituzione di Porto Rico, affinché l'isola potesse ottenere progressi economici e politici.
La sua carica di governatore durò sedici anni, durante i quali ottenne numerosi successi in campo politico che gli valsero, nel 1962, la Medaglia Presidenziale della Libertà e il soprannome di "padre della moderna Porto Rico".